# Искра (лазер)
ИСКРА — серия мощных лазерных установок, созданных в РФЯЦ-ВНИИЭФ с целью исследования взаимодействия сверхсильного лазерного излучения с веществом.
Программа исследований была начата, по предложению академика А. Сахарова, в 1962 году.
Лазер ИСКРА-4 — одноканальная установка мощностью 10 ТВт, созданная на базе моноимпульсного йодного фотодиссоционного лазера (ФДЛ) — был закончен в 1979 году, а ИСКРА-5 — двенадцатиканальная установка мощностью 100 ТВт, на момент создания самая мощная в Европе — в 1989. 
Основное поле исследования для обоих лазеров — физика прочности, ядерная энергетика (исследование явлений динамического разрушения металлов при воздействии мощных импульсов проникающих излучений).

## ИСКРА-6
Установка инерционного термоядерного синтеза «ИСКРА-6», создаваемая в России, будет иметь взрывную камеру. В камеру со всех сторон будут вводиться 128 пучков излучения с длиной волны 350 нм, генерируемых лазером, в котором активной средой является стекло, активированное неодимом. Длительность импульса будет составлять 3 нс, а его энергия — 300 кДж. В настоящее время уже построены и используются в экспериментах четыре лазерных канала (установка «Луч») с суммарной энергией в импульсе 12 кДж.

## См.также
- Лазер
- Арзамас-16
- Виды лазеров
- Устройство лазера